# The Ape of Naples
The Ape of Naples — заключительный студийный альбом экспериментальной британской группы Coil, издан в 2005 году.
The Ape of Naples вышел после смерти сооснователя и ведущего вокалиста коллектива Джона Бэланса, погибшего 13 ноября 2004 года. Релиз включает как записи, над которыми Бэланс работал в последние дни своей жизни, так и куда более ранние материалы, созданные в середине 1990-х на студии Трента Резнора Nothing Records в Новом Орлеане. В альбоме также использованы последние слова Бэланса, произнесённые им со сцены, — фрагмент живого выступления группы в Дублине на фестивале электронных искусств 2004 года. Записи 1993—2004 годов были собраны и переработаны Питером Кристоферсоном в 2005-м, релиз состоялся 2 декабря.

## Список композиций
1. Fire of the Mind — 5:14
2. The Last Amethyst Deceiver — 10:11
3. Tattooed Man — 6:33
4. Triple Sun — 3:46
5. It’s in My Blood — 4:51
6. I Don’t Get It — 5:35
7. Heaven’s Blade — 4:21
8. Cold Cell — 4:08
9. Teenage Lightning 2005 — 7:11
10. Amber Rain — 5:12
11. Going Up — 8:30